# ممالک و مسالک
مسالک‌الممالک (راه‌های کشورها) در تاریخ و جغرافیا یا جغرافیای تاریخی اثر ابواسحاق اصطخری از جغرافیا نویسان سده ۴ هجری قمری است. اصطخری در این کتاب مبنای کار خود را کتاب صدرالاقالیم یا به اختصار الاقالیم ابوزید سهل بلخی قرار داده است. این کتاب در ۱۸۷۰ میلادی در لندن به چاپ رسیده است.
کتاب مسالک‌الممالک اصطخری یکی از مهم‌ترین کتاب‌های جغرافیایی سده چهارم قمری است. اصطخری یکی از پایه‌گذاران دانش جغرافیا در جهان اسلام است و در کتاب خود به توصیف جهان اسلام پرداخته است. اهمیت این اثر در این است که او در طول حیات خود بسیار سفر کرده و از ماوراءالنهر تا شام و مصر را دیده است. اصطخری، از محصولات کشاورزی هر ناحیه، تجارت، صناعت و پیشه مردم آن مطالب سودمندی ارائه کرده است که امروزه از نظر جغرافیای تاریخی، انسانی، سیاسی، مردم‌شناسی و اقتصاد از مآخذ بسیار با ارزش به‌شمار می‌آید.
نسخهٔ خطی این اثر در ۲ دی ۱۳۸۷ به شمارهٔ ۱۰۰۵ در فهرست کمیته ملی حافظه جهانی یونسکو به ثبت رسید و اکنون در موزه دوران اسلامی موزه ملی ایران نگهداری می‌شود.
این کتاب با عنوان ممالک و مسالک توسط محمد بن اسعد بن عبدالله تستری به فارسی ترجمه شده است. دستنویس این ترجمه که در سده هفتم هجری کتابت شده، در گنجینه کتابخانه بادلین در انگلستان نگهداری می‌شود. تصحیح این نسخه از ترجمه به کوشش ایرج افشار توسط بنیاد موقوفات محمود افشار با همکاری انتشارات سخن منشتر شده است.